# Castel-Finans
Castel-Finans est un site archéologique de l'Âge du fer établi sur un éperon barré, situé dans la commune de Saint-Aignan, dans le Morbihan, en Bretagne, en France,.

## Situation
Le site se trouve sur un promontoire surplombant le Blavet, sur la rive droite (vallée aujourd'hui noyée dans le lac de Guerlédan, le barrage de Guerlédan étant situé environ 400 m à l'est). Il est situé à environ 1,5 km à vol d'oiseau au nord-nord-ouest du bourg de Saint-Aignan et 2,5 km à l'ouest-sud-ouest du centre-bourg de Mûr-de-Bretagne (Côtes-d'Armor).

## Historique
La chapelle Sainte-Tréphine a été édifiée sur le site en 1897,.
Le site a été classé au titre des monuments historiques par l'arrêté du 5 novembre 1971.

## Description
Le site est daté de l'Âge du fer. Il couvre une superficie d'environ 4 hectares.
Ne subsistent qu'un vestige de l'enceinte, formant un talus de pierres désolidarisées, des éboulis de la butte centrale et quelques rochers éparpillés.

## Légende
La légende (rapportée par François-Marie Cayot-Délandre en 1847) fait de ce promontoire le château d'un seigneur Finans (identifiable à Conomor, ?) au Haut Moyen Âge. Après qu'il eut assassiné son épouse Trifine, le père de la dame se rendit auprès de saint Gildas qui la ressuscita. Saint Gildas se rendit ensuite sur un mont voisin du château et lança vers celui-ci une poignée de terre, qui fit s'écrouler le château, ensevelissant le seigneur Finans.